# 3943 Silbermann
3943 Silbermann eller 1981 RG1 är en asteroid i huvudbältet som upptäcktes den 3 september 1981 av den tyske astronomen Freimut Börngen vid Tautenburg-observatoriet. Den har fått sitt namn efter den tyske instrumentmakaren Gottfried Silbermann.
Asteroiden har en diameter på ungefär 5 kilometer och den tillhör asteroidgruppen Levin.